# هاسه اییکمان
هاسه اییکمان (سوئدی: Hasse Ekman؛ ‏ ۱۰ سپتامبر ۱۹۱۵ – ۱۵ فوریهٔ ۲۰۰۴) بازیگر تئاتر، سینما و تلویزیون، کارگردان فیلم، نویسنده، تهیه‌کننده فیلم اهل سوئد بود. وی بین سال‌های ۱۹۲۴ تا ۱۹۶۴ میلادی فعالیت می‌کرد.
از فیلم‌هایی که وی در آن نقش داشته‌است، می‌توان به خاک‌اره و پولک، زندان و تشنگی اشاره کرد.
وی همچنین برندهٔ جوایزی همچون گلدباگن شده‌است.